# Hyla intermedia
Espèce
Synonymes
- Hylaria variegata Rafinesque, 1814 nec Bonnaterre, 1789
- Hyla arborea var. intermedia Boulenger, 1882
- Hyla italica Nascetii, Lanza & Bullini, 1995

Statut de conservation UICN

 LC  : Préoccupation mineure
Hyla intermedia est une espèce d'amphibiens de la famille des Hylidae. Elle ressemble beaucoup à la Rainette verte, dont elle a été considérée comme une sous-espèce, ainsi qu'à la Rainette de Perrin, avec laquelle elle a été confondue jusqu'à la description de cette dernière par Dufresnes et al. en 2018.

## Répartition
Cette espèce se rencontre du niveau de la mer jusqu'à 1 855 m d'altitude en Sicile, en Italie continentale, dans le sud du Tessin en Suisse et dans l'ouest de la Slovénie.

## Publication originale
- Boulenger, 1882 : Catalogue of the Batrachia Salientia s. Ecaudata in the collection of the British Museum, ed. 2, p. 1-503 (texte intégral).